# Areta Rock
Der Areta Rock ist ein 785 m hoher Nunatak im westantarktischen Queen Elizabeth Land. Er ragt 5 km südöstlich des Mount Spann in den Panzarini Hills der Argentina Range in den Pensacola Mountains auf.
Der United States Geological Survey kartierte ihn anhand eigener Vermessungen und mithilfe von Luftaufnahmen der United States Navy zwischen 1956 und 1967. Das Advisory Committee on Antarctic Names benannte ihn 1968 nach Leutnant Eduardo Ferrin Areta von den Streitkräften Argentiniens, diensthabender Offizier auf der Ellsworth-Station im antarktischen Winter 1961.